# Characidium tenue
Characidium tenue es una especie de peces de la familia Crenuchidae en el orden de los Characiformes.

## Morfología
Los machos pueden llegar alcanzar los 5,6 cm de longitud total.

## Hábitat
Vive en zonas de clima templado.

## Distribución geográfica
Se encuentran en Sudamérica:  Argentina y  cuencas del río Uruguay y de Laguna dos Patos en Brasil y Uruguay.